# Reserva de la Biosfera del Mar Negro
La Reserva de la Biosfera del Mar Negro (en ucraniano: Чорноморський біосферний заповідник) es una reserva de la biosfera de los litorales de Ucrania que cubre regiones de Jersón y el Óblast de Nicolaiev e incluye el Golfo de Tendra y la Bahía de Yahorlyk. La reserva es parte de la Academia Nacional de Ciencias de Ucrania.

## Historia
La reserva se estableció inicialmente el 14 de julio de 1927 como parte de la Reserva Transmarítima por el decreto N.º 172 del Consejo de Comisarios del Pueblo de la República Socialista Soviética de Ucrania. En 1933, la reserva se convirtió en una institución de investigación independiente. En 1973, se agregaron a la Reserva del Mar Negro las llanuras aluviales del Danubio, las islas Kinski en la bahía de Yahorlyk y la parte poco profunda del golfo de Tendra. El próximo año, también se anexó la reserva vecina de Yahorlyk. En 1981, las llanuras aluviales del Danubio se convirtieron en una reserva independiente. En 1983, se estableció la Reserva de la Biosfera del Mar Negro que incluía la Reserva Estatal del Mar Negro y la Reserva Ornitológica Estatal de Yahorlyk (como su zona de amortiguamiento). En diciembre de 1984, la reserva fue aceptada en la Red Mundial de Reservas de Biosfera. El territorio de la reserva está incluido en la lista internacional de la Convención de Ramsar.
La reserva resultó dañada en marzo de 2022 durante la invasión rusa de Ucrania, cuando los combates en curso provocaron varios incendios en la zona.

## Fauna
La fauna de la reserva incluye alrededor de 3500 especies. Entre ellos se encuentran los insectos más diversos, de los cuales aquí se conocen alrededor de 2200 especies, arácnidos, 168 especies y moluscos, 65 especies. Los vertebrados están representados por 462 especies, incluida una amplia variedad de aves: se han registrado 304 especies. La fauna de reptiles comprende 9 especies y es una de las más diversas entre las reservas ucranianas. Durante todos los años de observaciones en las aguas marinas de la reserva, se han encontrado 83 especies de peces, o alrededor del 50% de la composición de especies de la fauna de peces del Mar Negro. La fauna de mamíferos terrestres incluye 50 especies y la fauna marina, 3 especies.